# Ordine della Croce dell'aquila
L'Ordine della Croce dell'aquila è un ordine cavalleresco estone.

## Storia
L'ordine è stato fondato il 17 febbraio 1928 per dare un riconoscimento ai servizi civili e militari nel campo della difesa nazionale. È concesso in due divisioni: civile e militare. Alle insegne dei membri delle forze armate sono aggiunte due spade incrociate.

## Classi
L'Ordine della Croce dell'aquila è suddiviso in sei classi di benemerenza:
- Cavaliere di I classe
- Cavaliere di II classe
- Cavaliere di III classe
- Cavaliere di IV classe
- Cavaliere di V classe
- Croce d'oro
- Croce d'argento
- Croce di ferro

| Nastri                 |                         |                        |                       |
| Croce di ferro         | Croce d'argento         | Croce d'oro            | Cavaliere di V classe |
| Cavaliere di IV classe | Cavaliere di III classe | Cavaliere di II classe | Cavaliere di I classe |

## Insegne
- Il "nastro" è arancione con ai lati una striscia blu.

## Insigniti notabili
- Jaan Teemant
- Jaan Tõnisson
- August Rei
- Carl Gustaf Emil Mannerheim